# R. Giskard Reventlov
Cet article possède un paronyme, voir Giscard (homonymie).
R. Giskard Reventlov est un personnage de fiction, un robot apparaissant dans plusieurs romans de science-fiction d'Isaac Asimov.

## Biographie de fiction
R. Giskard Reventlov est d'aspect rudimentaire, à savoir une peau métallique (avec des aspects de vêtements pour le corps), et un visage sans expression, aux yeux rouges et brillants (comme la plupart des robots standards Aurorains). Il est « l'ami » de R. Daneel Olivaw. Il accompagne l'inspecteur Elijah Baley dans une de ses enquêtes sur Aurora dans Les Robots de l'aube. Ce dernier dira de lui que malgré son aspect rudimentaire, il est le plus complexe des robots, plus encore que Daneel qui est pourtant conçu pour penser comme un humain.
Par la suite, dans Les Robots et l'Empire, il aide R. Daneel à inventer une nouvelle loi de la robotique fondamentale : la Loi Zéro (« Un robot ne peut ni nuire à l'humanité ni, restant passif, permettre que l'humanité souffre d'un mal »). Il a la faculté secrète de télépathie et de contrôle des esprits humains, ce qui lui permet de se sortir de nombreuses situations délicates. Il se bloque après avoir permis que la Terre soit contaminée par la radioactivité, ne sachant pas si la Loi Zéro fut respectée. En effet, en laissant la Terre devenir peu à peu inhabitable, il ne sait pas s'il a aidé à provoquer le déclin de l'humanité ou sa survie via la création d'un Empire Galactique. Peu avant de se bloquer, il programme R. Daneel pour qu'il hérite de ses fonctions télépathiques.
L'inspecteur Elijah Baley comprend dans Les Robots de l'aube que son don télépathique lui vient des programmes de test que lui a injectés Vasilia Fastolfe lorsqu'elle était jeune, d'où sa particularité malgré son aspect de robot "de série". Vasilia elle-même ignorera longtemps son fait, Giskard voulant préserver le secret sur son don. Quand elle le découvrira, Giskard lui manipulera l'esprit pour qu'elle l'oublie. Ce faisant, il enfreindra la première loi mais pas la loi zéro.